# Club Balonmano Puerto del Carmen
Club Balonmano Puerto del Carmen ist der Name eines spanischen Handballvereins, der in Puerto del Carmen beheimatet ist. Aus Sponsoringgründen tritt der Verein auch unter dem Namen Lanzarote – Puerto del Carmen an.

## Geschichte
Die erste Frauenmannschaft des Vereins trat in der höchsten spanischen Liga, der División de Honor an, aus der sie nach der Spielzeit 2020/2021 abstieg. In der Saison 2022/2023 tritt das Team in der División de Honor Plata an, Spaniens dritter Liga.

## Spielhalle
Der Verein trägt seine Heimspiele im Pabellón municipal de Tías aus.

## Handball auf Lanzarote
Von der Insel Lanzarote stammen neben dem Verein Club Balonmano Puerto del Carmen (Lanzarote – Puerto del Carmen) auch die Vereine CB Zonzamas (CB Zonzamas CICAR Lanzarote) und CBm San José Obrero (CICAR Lanzarote Ciudad de Arrecife).